# Ай-Тэллаёган
Ай-Тэллаёган (устар. Ай-Тэлла-Юган) — река в Шурышкарском районе Ямало-Ненецкого АО. Устье реки находится в 54 км по левому берегу реки Несъёган; в 200 м от устья река сливается с впадающим справа Ун-Тэллаёганом, образуя единое русло. Длина реки составляет 13 км.

## Данные водного реестра
По данным государственного водного реестра России, относится к Нижнеобскому бассейновому округу, водохозяйственный участок реки — Обь от впадения реки Северная Сосьва до города Салехард, речной подбассейн реки — бассейны притоков Оби ниже впадения Северной Сосьвы. Речной бассейн реки — (Нижняя) Обь от впадения Иртыша.
Код объекта в государственном водном реестре — 15020300112115300030435.